# Cúp bóng chuyền châu Á
Cúp bóng chuyền vô địch châu Á là một giải bóng chuyền quốc tế cho các đội tuyển bóng chuyền quốc gia hàng đầu của Châu Á và Châu Đại Dương, được tổ chức bởi Liên đoàn Bóng chuyền Châu Á. Giải đấu lần đầu tiên được tổ chức vào năm 2008 cho cả đội tuyển nam và đội tuyển nữ. Giải đấu được tổ chức định kỳ 2 năm 1 lần, sau Olympic và Giải Vô địch Bóng chuyền Thế giới.

## Nam

### Tóm tắt
| Năm           | Đăng cai             |                      | Chung kết            | Chung kết            | Chung kết            |                      | Tranh hạng 3         | Tranh hạng 3         | Tranh hạng 3         |                      | Số đội               |
| Năm           | Đăng cai             | Vô địch              | Tỉ số                | Á quân               | Hạng 3               | Tỉ số                | Hạng 4               |                      |                      |                      | Số đội               |
| ------------- | -------------------- | -------------------- | -------------------- | -------------------- | -------------------- | -------------------- | -------------------- | -------------------- | -------------------- | -------------------- | -------------------- |
| 2008 Details  | Nakhon Ratchasima    | · Iran               | 3–2                  | · Hàn Quốc           | · Trung Quốc         | 3–0                  | · Nhật Bản           |                      | 8                    |                      |                      |
| 2010 Chi tiết | Urmia                | · Iran               | 3–0                  | · Trung Quốc         | · Ấn Độ              | 3–1                  | · Đài Bắc Trung Hoa  |                      | 8                    |                      |                      |
| 2012 Chi tiết | Vĩnh Yên             | · Trung Quốc         | 3–1                  | · Iran               | · Nhật Bản           | 3–1                  | · Ấn Độ              |                      | 8                    |                      |                      |
| 2014 Chi tiết | Almaty               | · Hàn Quốc           | 3–0                  | · Ấn Độ              | · Kazakhstan         | 3–1                  | · Iran               |                      | 8                    |                      |                      |
| 2016 Chi tiết | Nakhon Pathom        | · Iran               | 3–1                  | · Trung Quốc         | · Nhật Bản           | 3–1                  | · Đài Bắc Trung Hoa  |                      | 8                    |                      |                      |
| 2018 Chi tiết | Đài Bắc              |                      | · Qatar              | 3-2                  | · Iran               |                      | · Nhật Bản           | 3-2                  | · Đài Bắc Trung Hoa  |                      | 9                    |
| 2020          | Hủy vì dịch COVID-19 | Hủy vì dịch COVID-19 | Hủy vì dịch COVID-19 | Hủy vì dịch COVID-19 | Hủy vì dịch COVID-19 | Hủy vì dịch COVID-19 | Hủy vì dịch COVID-19 | Hủy vì dịch COVID-19 | Hủy vì dịch COVID-19 | Hủy vì dịch COVID-19 | Hủy vì dịch COVID-19 |
| 2022 Chi tiết | Nakhon Pathom        |                      | · Trung Quốc         | 3–0                  | · Nhật Bản           |                      | · Bahrain            | 3–0                  | · Hàn Quốc           |                      | 11                   |

### Quốc gia tham dự
| Quốc gia          | 2008 | 2010 | 2012 | 2014 | 2016 | 2018 | 2022 | Năm |
| ----------------- | ---- | ---- | ---- | ---- | ---- | ---- | ---- | --- |
| Úc                | 5th  | 5th  | 7th  | 7th  | 6th  | 6th  | 8th  | 7   |
| Bahrain           | •    | •    | •    | •    | •    | •    | 3rd  | 1   |
| Trung Quốc        | 3rd  | 2nd  | 1st  | 5th  | 2nd  | •    | 1st  | 6   |
| Đài Bắc Trung Hoa | 7th  | 4th  | •    | •    | 4th  | 4th  | 9th  | 5   |
| Hồng Kông         | •    | •    | •    | •    | •    | •    | 11th | 1   |
| Ấn Độ             | •    | 3rd  | 4th  | 2nd  | •    | •    | 10th | 4   |
| Indonesia         | 8th  | •    | •    | •    | •    | •    | •    | 1   |
| Iran              | 1st  | 1st  | 2nd  | 4th  | 1st  | 2nd  | 5th  | 7   |
| Nhật Bản          | 4th  | 8th  | 3rd  | 6th  | 3rd  | 3rd  | 2nd  | 7   |
| Kazakhstan        | •    | 7th  | •    | 3rd  | 5th  | 7th  | •    | 4   |
| Myanmar           | •    | •    | 8th  | •    | •    | •    | •    | 1   |
| Pakistan          | •    | •    | •    | •    | •    | •    | 6th  | 1   |
| Qatar             | •    | •    | •    | •    | •    | 1st  | •    | 1   |
| Hàn Quốc          | 2nd  | 6th  | 5th  | 1st  | 8th  | 8th  | 4th  | 7   |
| Thái Lan          | 6th  | •    | •    | 8th  | 7th  | 5th  | 7th  | 5   |
| Việt Nam          | •    | •    | 6th  | •    | •    | 9th  | •    | 2   |
| Total             | 8    | 8    | 8    | 8    | 8    | 9    | 11   |     |

## Nữ

### Tóm tắt
| Năm           | Đăng cai             |                      | Chung kết            | Chung kết            | Chung kết            |                      | Tranh hạng 3         | Tranh hạng 3         | Tranh hạng 3         |                      | Số đội               |
| Năm           | Đăng cai             | Vô địch              | Tỉ số                | Á quân               | Hạng 3               | Tỉ số                | Hạng 4               |                      |                      |                      | Số đội               |
| ------------- | -------------------- | -------------------- | -------------------- | -------------------- | -------------------- | -------------------- | -------------------- | -------------------- | -------------------- | -------------------- | -------------------- |
| 2008 Details  | Nakhon Ratchasima    | · Trung Quốc         | 3–0                  | · Hàn Quốc           | · Thái Lan           | 3–2                  | · Nhật Bản           |                      | 8                    |                      |                      |
| 2010 Details  | Thái Thương          | · Trung Quốc         | 3–0                  | · Thái Lan           | · Hàn Quốc           | 3–0                  | · Nhật Bản           |                      | 8                    |                      |                      |
| 2012 Details  | Almaty               | · Thái Lan           | 3–1                  | · Trung Quốc         | · Kazakhstan         | 3–0                  | · Việt Nam           |                      | 8                    |                      |                      |
| 2014 Details  | Thâm Quyến           | · Trung Quốc         | 3–0                  | · Hàn Quốc           | · Kazakhstan         | 3–2                  | · Nhật Bản           |                      | 8                    |                      |                      |
| 2016 Details  | Vĩnh Phúc            | · Trung Quốc         | 3–0                  | · Kazakhstan         | · Thái Lan           | 3–0                  | · Nhật Bản           |                      | 8                    |                      |                      |
| 2018 Details  | Nakhon Ratchasima    |                      | · Trung Quốc         | 3–0                  | · Nhật Bản           |                      | · Thái Lan           | 3–0                  | · Đài Bắc Trung Hoa  |                      | 10                   |
| 2020          | Hủy vì dịch COVID-19 | Hủy vì dịch COVID-19 | Hủy vì dịch COVID-19 | Hủy vì dịch COVID-19 | Hủy vì dịch COVID-19 | Hủy vì dịch COVID-19 | Hủy vì dịch COVID-19 | Hủy vì dịch COVID-19 | Hủy vì dịch COVID-19 | Hủy vì dịch COVID-19 | Hủy vì dịch COVID-19 |
| 2022 Chi tiết | Manila               |                      | Trung Quốc           | 1–3                  | Nhật Bản             |                      | Thái Lan             | 3–0                  | Việt Nam             |                      | 9                    |

### Quốc gia tham dự
| Quốc gia          | 2008 | 2010 | 2012 | 2014 | 2016 | 2018 | 2022 | Năm |
| ----------------- | ---- | ---- | ---- | ---- | ---- | ---- | ---- | --- |
| Úc                | 7th  | •    | •    | •    | •    | 7th  | 8th  | 3   |
| Trung Quốc        | 1st  | 1st  | 2nd  | 1st  | 1st  | 1st  | 2nd  | 7   |
| Đài Bắc Trung Hoa | 6th  | 6th  | 7th  | 6th  | 5th  | 4th  | 5th  | 7   |
| Iran              | •    | 8th  | 8th  | 7th  | 6th  | 8th  | 7th  | 6   |
| Nhật Bản          | 4th  | 4th  | 5th  | 4th  | 4th  | 2nd  | 1st  | 7   |
| Kazakhstan        | •    | 5th  | 3rd  | 3rd  | 2nd  | 10th | •    | 5   |
| Malaysia          | 8th  | •    | •    | •    | •    | •    | •    | 1   |
| Philippines       | •    | •    | •    | •    | •    | 9th  | 6th  | 2   |
| Hàn Quốc          | 2nd  | 3rd  | 6th  | 2nd  | 8th  | 6th  | 9th  | 7   |
| Thái Lan          | 3rd  | 2nd  | 1st  | 5th  | 3rd  | 3rd  | 3rd  | 7   |
| Việt Nam          | 5th  | 7th  | 4th  | 8th  | 7th  | 5th  | 4th  | 7   |
| Total             | 8    | 8    | 8    | 8    | 8    | 10   | 9    |     |

## Liên kết
- AVC Competition Results Lưu trữ ngày 18 tháng 9 năm 2014 tại Wayback Machine

## Trang liên quan
- Asian Volleyball Confederation official website

Bản mẫu:Cúp bóng chuyền vô địch châu Á